# OSI (glazbeni sastav)
OSI je američka progresivna rock supergrupa koju je oformio gitarist Jim Matheos (Fates Warning) 2003. godine. Ime sastava se odnosi na američki ured ministarstva obrane za strateški utjecaj (Office of Strategic Influences) kroz koji su SAD provodile pro-američku propagandu u domaćim i stranim medijima. 
Osim Matheosa, stalni član sastava OSI je i bivši klavijaturist Dream Theatera Kevin Moore. Uz njih dvojicu brojni su drugi glazbenici sudjelovali u Matheosovom eksperimentalnom sastavu. 

## Diskografija
- 2003: Office of Strategic Influence
- 2006: Free
- 2006: re:free (EP)
- 2009: Blood

## Postava
- Jim Matheos (Fates Warning) - gitara
- Kevin Moore (Chroma Key) - vokali, klavijature

### Gostujući glazbenici
- Mike Portnoy (Dream Theater) - bubnjevi na albumima Free i Office of Strategic Influence
- Gavin Harrison (Porcupine Tree, King Crimson) - bubnjevi na Blood
- Steven Wilson (Porcupine Tree, No-Man, Blackfield, Bass Communion, IEM) - vokali u pjesmi "shutDOWN" s albuma Office of Strategic Influence
- Tim Bowness (No-Man) - vokali u skladbi "No Celebrations" s albuma Blood
- Mikael Åkerfeldt (Opeth) - vokali u skladbi "Stockholm" s albuma Blood
- Sean Malone (Gordian Knot, Cynic) - bass, Chapman Stick na albumu Office of Strategic Influence
- Joey Vera (Fates Warning) - bas na albumu Free

## Vanjske poveznice
- OSI Službene stranice  Arhivirana inačica izvorne stranice od 12. kolovoza 2020. (Wayback Machine)
- Službena online OSI prodavaonica  Arhivirana inačica izvorne stranice od 13. studenoga 2006. (Wayback Machine)